# Aki Deguchi
Aki Deguchi (出口陽, Deguchi Aki), née le 14 mars 1988 à Matsusaka, dans la préfecture de Mie, au Japon, est une chanteuse, idole japonaise du groupe de J-pop SKE48.